# 黃銳熺
黃銳熺（英語：Angus Wong Yui-hei，1995年—），香港民主派人士，前香港南區區議會香港仔選區議員，南區萬事屋成員。

## 生平
黃銳熺曾就讀香港城市大學及香港中文大學，並分別取得政策及行政學系學士及社會工作社會科學碩士。及後曾經擔任工黨趙恩來、公民黨譚文豪、香港眾志羅冠聰以及區諾軒的助理，並曾經是南區區議會交通及運輸事務委員會的增選委員。

## 政治生涯
2019年香港區議會選舉中在南區區議會香港仔選區以5001票擊敗尋求連任的任葆琳，成為南區區議會選舉中得票最高的候選人。

## 外部連結
- 黃銳熺的Facebook專頁 （页面存档备份，存于）

| 議會席位      | 議會席位                                               | 議會席位 |
| ------------- | ------------------------------------------------------ | -------- |
| 前任： 任葆琳 | 南區區議會 香港仔選區區議員 2020年1月1日－2021年7月8日 | 空缺     |